# Banco Nacional de Bolivia

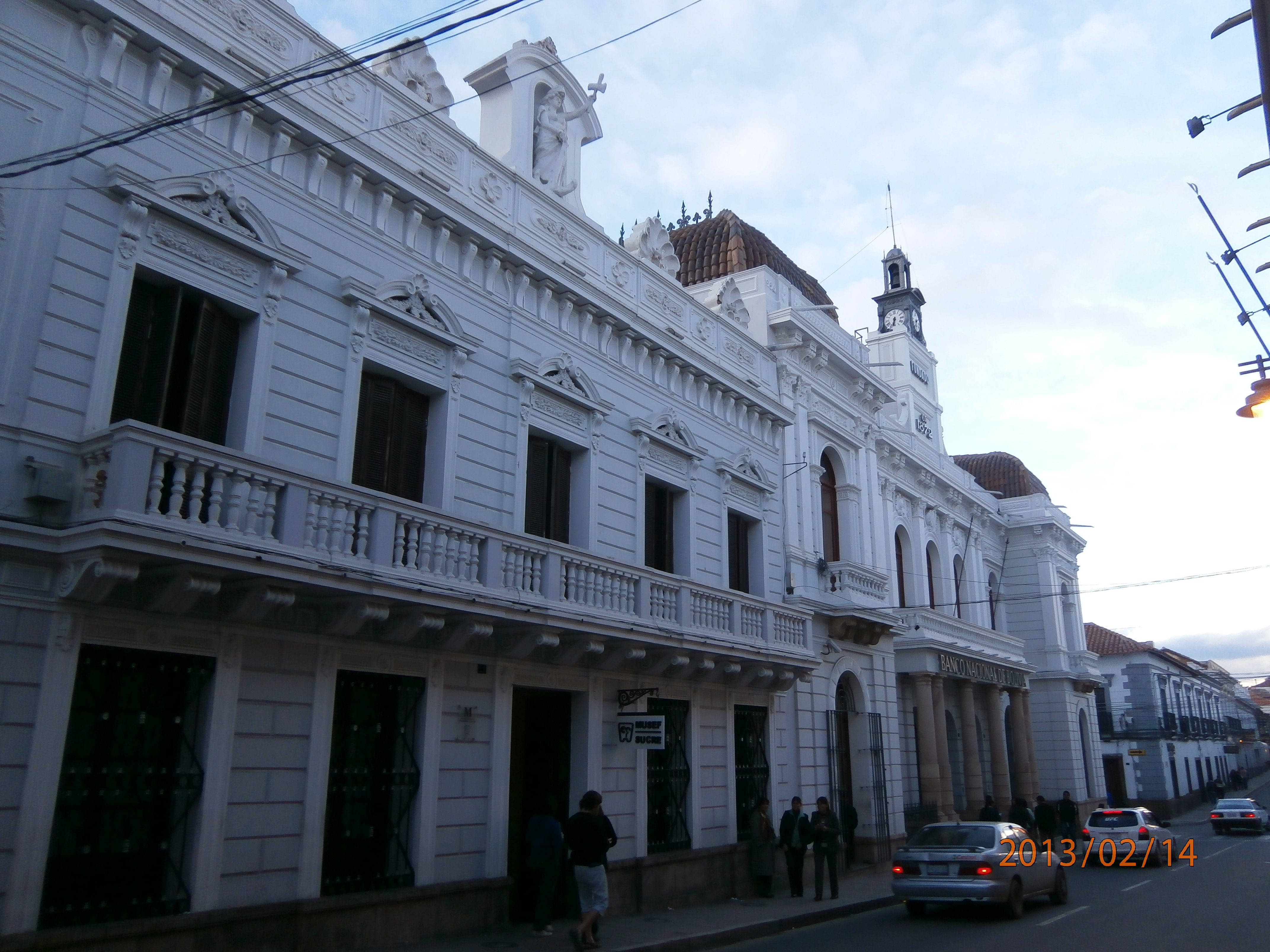
Sede histórica del Banco Nacional de Bolivia en Sucre.

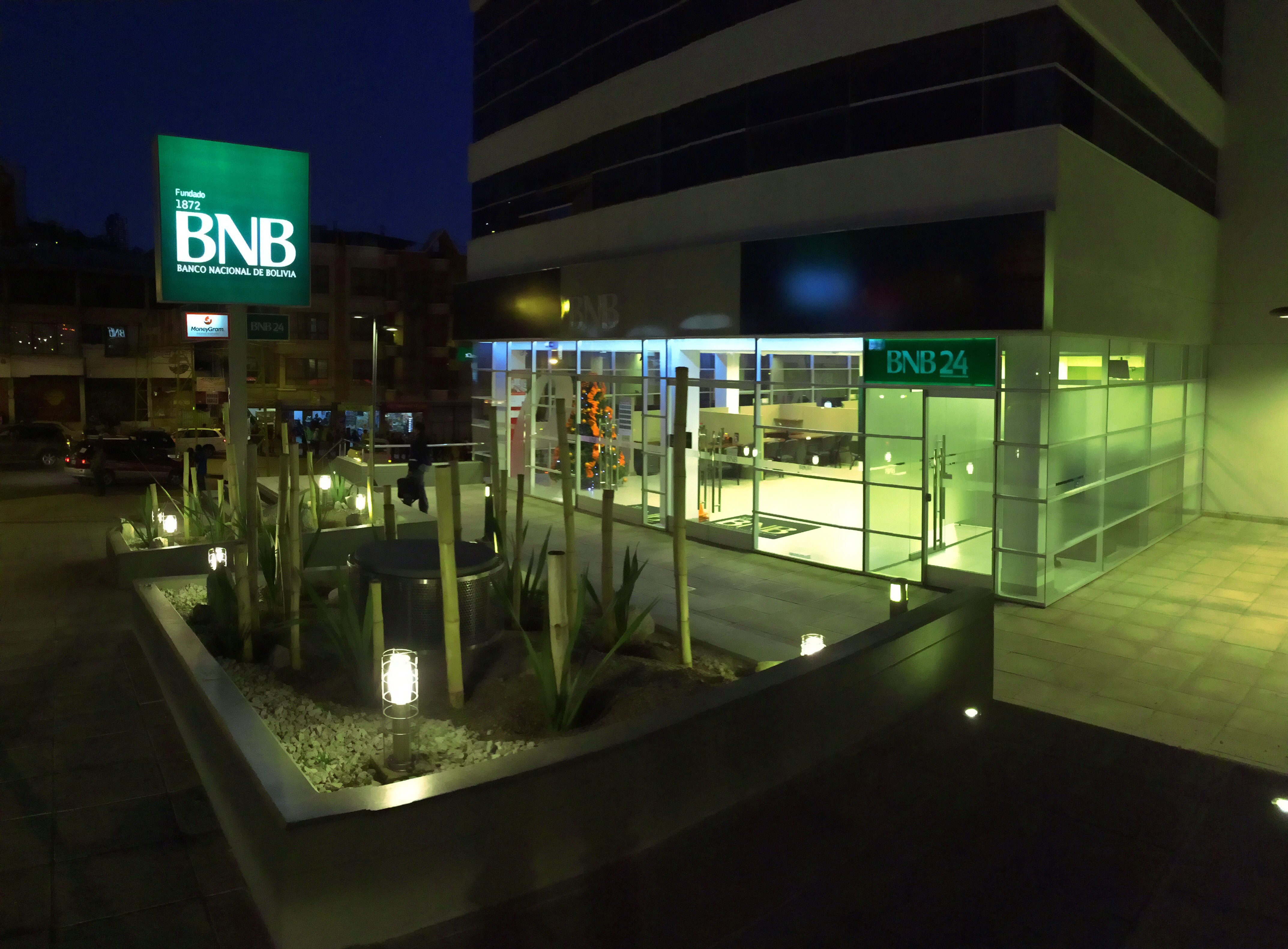
Una Sucursal del BNB en La Paz, Bolivia.

El Banco Nacional de Bolivia (abreviado BNB) es un banco boliviano e institución financiera con sede central en la ciudad de Sucre y oficinas administrativas en La Paz y Santa Cruz de la Sierra. Fundado en 1871, es uno de los bancos más antiguos de Bolivia y el segundo banco más grande del país.
El banco proporciona una gama de servicios y productos financieros a una base diversa de clientes individuales y corporativos en los nueve departamentos de Bolivia, a través de 59 agencias y más 380 cajeros automáticos. Los servicios que ofrece incluyen cuentas de ahorros, tarjetas de crédito, hipotecas, préstamos comerciales y asesoría financiera y de inversiones.
El Banco Nacional de Bolivia pertenece al Grupo BNB y posee cuatro filiales: BNB Safi, BNB Valores, BNB Valores Perú  y BNB Leasing.

## Historia

### sigloXIX
El Banco Nacional de Bolivia fue fundado el 1 de septiembre de 1871 por decreto del Gobierno de Bolivia como institución financiera concebida para emitir billetes, así como proveer servicios de préstamos y depósitos. La primera sede central del Banco Nacional de Bolivia se estableció en Cobija, una ciudad portuaria importante localizada en el Departamento del Litoral, territorio único de Bolivia con acceso a la costa del océano Pacífico. Una oficina adicional se estableció en la ciudad chilena de Valparaíso, y por ello BNB tuvo direcciones legales duales en ese tiempo.
Desde su fundación, el Banco Nacional de Bolivia proporcionó y coadyuvó al desarrollo nacional en etapas diferentes de su historia. El banco empezó proporcionar asistencia financiera para la explotación de nitratos en la región del Litoral, particularmente guano, utilizado como fertilizante y para poder fabricar pólvora. El Litoral boliviano fue posteriormente anexionado por Chile después de la Guerra del Pacífico. Durante la guerra, el banco prestó Bs. 600,000 al Gobierno de Bolivia en un esfuerzo para maximizar la movilización del Ejército boliviano en la guerra. Tras la pérdida del territorio, el Banco Nacional de Bolivia trasladó su sede central a la ciudad de Sucre, capital y antigua sede de gobierno de Bolivia. En los años siguientes, el banco expandió su red de operaciones a las ciudades de Tarija, La Paz, Cochabamba, Oruro, Potosí y Santa Cruz de la Sierra.

### sigloXX
Banco Nacional de Bolivia emitió sus billetes propios a razón de 150% de su capital desde su fundación. En enero de 1914 el Banco Central de Boliviaefue fundado por el estados y remplazó al Banco Nacional de Bolivia como autoridad monetaria. No obstante, el Banco Nacional de Bolivia continuó ofreciendo asistencia financiera significativa al estado: En 1903, BNB prestó Bs.150,000 para financiar la campaña boliviana del Tratado de Petrópolis y en 1932, el banco concedió 210,000 dólares de sus reservas extranjeras para apoyar los esfuerzos en la Guerra del Chaco. En la década siguiente, el Banco Nacional de Bolivia expandió su presencia en los nueve departamentos de Bolivia.
La inestabilidad política de Bolivia afectó significativamente al sistema bancario nacional. Tras la revolución de 1952, el sector privado finalmente superó los retos y dificultades impuestos por los regímenes centrales. Durante este periodo, el Banco Nacional de Bolivia tuvo un crecimiento considerable
En 1993, el Banco Nacional de Bolivia creó su primera división: "Nacional de Valores S.A.", especializada en operaciones bursátiles. Más tarde en 2005, la división cambió su nombre a BNB Valores S.A.
En 1997, el Banco Nacional de Bolivia creó su segunda división: "Nacional SAFI S.A.". La división proporciona servicios de administración de inversiones. La división cambió de nombre a BNB Sociedad Administradora de Fondos de Inversión S.A. (SAFI) en el año 2000.
El BNB es accionista de la Administradora de Tarjetas de Crédito S.A. - Red Enlace, que es la empresa pionera y líder en servicios financieros, que administra la red de pagos electrónicos más grande en Bolivia.

### sigloXXI
Actualmente, el Banco Nacional de Bolivia es el segundo banco más grande en del país en términos de activos. Proporciona una amplia gama de servicios y productos financieros a una clientela individual y corporativa. El Banco Nacional de Bolivia opera en los nueve departamentos de Bolivia a través de una red de 105 sucursales, 253 cajeros automáticos y su página web.

## Operaciones

### Banca Personas
La banca personal constituye la actividad más grande de la empresa, y proporciona una gama ancha de servicios financieros a consumidores y negocios pequeños. Los servicios financieros ofrecidos por el Banco Nacional de Bolivia incluyen:
- Cuentas corrientes
- Créditos: vehicular, de vivienda, de consumo y educativo.

- Banca Móvil: BNB lanzó su aplicación móvil Banca Móvil del BNB para iOS y sistemas operativos de Androide. La clientela del banco puede realizar transacciones financieras a través de sus dispositivos móviles así como monitorear y revisar saldos en sus cuentas,[13] tiene pago y cobro fácil QR "SIMPLE".
- Tarjetas de crédito: El Banco Nacional de Bolivia emite tarjetas de crédito Visa y MasterCard  para poder realizar compras regulares y compras en línea.
- Cajas de ahorro y tarjetas de débito: El banco cuenta con tres segmentos, Banca Joven, Banca Activa y Banca Senior. Los clientes acceden a beneficios y descuentos.
- Préstamos de hipoteca
- Depósito a Plazo Fijo.
- Servicio de Automated Clearing House (ACH) o Cámara de Compensación Automatizada.
- Billetera móvil denominado Bille tiene pago y cobro fácil QR "SIMPLE",  se puede retirar dinero de los cajeros automáticos.
- Pago de Salarios.
- Leasing
- Pago de servicios básicos.
- Pago de bonos de estado.

### Banca Empresas
Los servicios bancarios corporativos incluyen:
- Banca Mype: Servicio de consultoría financiera y financiamiento de capital de trabajo o bienes de capital para micro y pequeñas empresas.
- Banca Pyme: Servicio de consultoría financiera y financiamiento de capital de trabajo o bienes de capital para pequeñas y medias empresas.
- Corporativo: Servicio y productos que brindan soluciones a una empresa. Incluye Cuenta Corriente, Caja de Seguridad, DPF's, Fondo de Garantía, Transferencias Ach, Adelanto de Cuenta y Pago de Servicios.

### Grupo
- BNB Safi S.A.: Es una Sociedad Administradora de Fondos de Inversión, ofrece fondos en bolivianos y dólares. Administra los recursos de cada Fondo de Inversión, invirtiendo los mismos en diferentes alternativas, con el fin de generar rendimientos atractivos a los participantes.
- BNB Leasing S.A.: (BBV:BNL) Es una Sociedad de Arrendamiento Financiero que otorga el uso, goce y beneficio temporal de un determinado inmueble a un arrendatario.
- BNB Valores S.A.: (BBV:NVA) Es una agencia de bolsa  especializada en operaciones bursátiles.
- BNB Valores S.A. (Perú): Es una agencia de bolsa  especializada en operaciones bursátiles (Perú).